# Andrée Chedid
Andrée Chedid (àrab: أندريه شديد, Andrīh Xadīd; el Caire, 20 de març de 1920 - París, 6 de febrer de 2011) va ser una escriptora francesa d'origen cristià libanès. A més de molts poemes i relats –contes i novel·les–, també va escriure obres teatrals i llibres infantils.

## Biografia
Andrée Chedid va néixer com a Andrée Saab en el si d'una família cristiana libanesa. Era filla de Selim Saab, un cristià maronita nascut a Baabda, al Líban, i d'Alice Khoury, que havia nascut a la comunitat ortodoxa grega de Damasc en una família libanesa de Baabda.
Després d'estudiar des dels deu anys en un internat, on va aprendre anglès i francès, als 14 anys va marxar a Europa per continuar els estudis secundaris. De tornada, va estudiar a la Universitat americana del Caire, on es va graduar en Periodisme el 1942. El mateix any es va casar amb Louis Chedid, aleshores estudiant de medicina, amb qui se'n va anar a viure al Líban el 1943. Aquell mateix any publicava el seu primer poemari, en anglès, amb el pseudònim de A. Lake.
El 1946 es van instal·lar definitivament a París. El seu marit va començar a treballar a l'Institut Pasteur i tots dos van adquirir la nacionalitat francesa.

## Obra literària
Escriptora multicultural i plurilingüe, situada entre Orient i Occident, Andrée Chedid havia publicat els seus primers llibres en anglès, Heart on Holiday (1943, el Caire) i On the Trails of my Fancy (1945, Beirut). Ja establerta a París, va escollir definitivament el francès com a llengua literària.
L'obraa d'Andrée Chedid, plena d'una profunda fe en la humanitat, celebra la vida tan estimada i potent, alhora que és conscient de la seva precarietat i de la tragèdia que conté. I insisteix sempre en la necessitat de l'amor, en la recerca d'una humanitat que redimeixi la vida de la mort i la submissió. El seu estil, molt treballat, basat en la paraula despullada i precisa, es caracteritza per la seva fluïdesa i alhora la seva densitat.
La seva obra narrativa més coneguda és la novel·la L'Autre, traduïda a molts idiomes i convertida en una pel·lícula el 1991, dirigida per Bernard Giraudeau. També va esdevenir una pel·lícula la seva novel·la Le sixième jour, filmada pel director egipci Youssef Chahine.
La major part de la seva obra poètica publicada entre 1949 i 1991 ha estat aplegada en dos volums: Textes pour un poème, 1949-1970 (1987) i Poèmes pour un texte (1991).

## Premis i distincions
Va ser guardonada amb la Legió d'Honor el 2009, el Premi Goncourt de novel·la, el 1979 i el Premi Goncourt de poesia, el 2003.
A més, també ha obtingut, entre d'altres, el Premi Louise Labbé de poesia (1969), el Premi de l'Aigle d'or de poesia (1972), el Gran premi de l'Acadèmia belga per tota la seva obra (1974), el premi Àfrica mediterrània (1974), el premi Mallarmé de poesia (1976), el premi Pierre de Régnier de l'Académie française per la seva obra (1986), el Premi Gutenberg (1990), el Premi Paul Morand de l'Acadèmia Francesa (1994), el Premi Albert Camus (1996), el Gran Premi de la Societat d'Autors i Compositors Dramàtics, el Gran Premi de la Societat d'Autors, Compositors i Editors de Música (SACEM) el 1999, el Premi Louis Guilloux (2001).
Diverses escoles i biblioteques de França porten el seu nom: a Rennes, al districte de Villejean, a Anstaing (nord) i a Aigrefeuille-sur-Maine 9 (Loire-Atlantique). La biblioteca de Villemoisson-sur-Orge (Essonne) així com les biblioteques Tourcoing, La Seyne-sur-Mer (Var), La Meilleraye-Tillay (Vendée) i les biblioteques de Beaugrenelle (a París) i Alizay 11 (Eure).

## Obra
Chedid ha escrit vint-i-tres volums de poesia, divuit novel·les, més de cent contes, vuit obres de teatre i nou llibres infantils, dels quals és una mostra aquest recull:

### Poemaris
- On the Trails of My Fancy (1943)
- Textes pour le vivant (1953)
- Textes pour un poème, 1949-1970 (1987)
- Poèmes pour un texte (1991)
- L'étoffe de l'univers (2010)

### Conte
- Le cœur et le Temps (1976)
- Lubies (1979)
- L'autre (1981)
- Le cœur suspendu (1981)
- Mon ami, mon frère (1982)
- L'Étrange Mariée (1983)
- Derrière les visages (1984)
- Grammaire en fête (1984)
- Le Survivant (1987)
- Les manèges de la vie (1989)
- L'enfant multiple (1989)
- Les métamorphoses de Batine (1994)

### Novel·les
- Le sommeil délivré (1952)
- Jonathan (1955)
- L'autre (1969)
- La Cité fertile (1972)
- Le sixième jour (1960)
- Le Survivant (1963).
- L'étroite Peau (1965)
- Nefertiti et le rêve d'Akhnaton (1974)
- Les Corps et le Temps (1979)
- Les marches de sable (1981)
- La maison sans racines (1985)
- L'après-midi du majordome (1988)
- La balade des siècles (1988)
- À la mort, à la vie (1992)
- Les saisons de passage (1996)
- La femme de Job (1993)
- L'enfant des manèges
- Le Message (2000)
- Petite terre, Vaste rêve (2002)

### Teatre
- Bérénice d'Égypte, Els Nombres, Le Montreur (1981)
- Échec à la reine, Le Personnage (1984)

## Família
Andrée Chedid és mare del cantant Louis Chedid i de la pintora Michèle Chedid-Koltz. El seu net Matthieu Chedid, també conegut com a -M-, és un cantant popular de pop i rock a França. La seva neta Émilie Chedid, nascuda el 1970, és directora de documentals, enregistraments de concerts, anuncis i vídeos musicals, guionista i il·lustradora. Joseph Chedid, nascut el 1986, també conegut pel seu nom artístic de Selim, és compositor multiintrumentalista i Anna Chedid, nascuda el 1987, coneguda pel seu nom artístic de Nach, també és cantautora i música francesa.